# Dél-Dobrudzsa
Koordináták: é. sz. 43° 44′, k. h. 27° 23′43.733333°N 27.383333°E

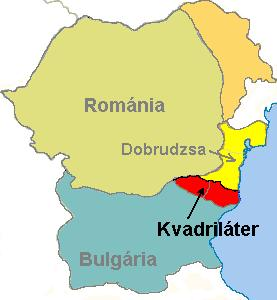
Dél-Dobrudzsa fekvése

Dél-Dobrudzsa vagy más néven Kvadriláter (bolgárul Южна Добруджа [Juzsna Dobrudzsa]), románul Cadrilater) annak a területnek a déli részét foglalja el, amelyet az ókorban Scythia Minor (Kis-Szkítia), a középkor vége óta pedig Dobrudzsa néven ismertek. A Kvadriláter (azaz „négyszög”) nevet négyszögű formája miatt kapta. Területe 7565 km², lakossága 358 000 fő.

## Történelme

Dél-Dobrudzsa térképe

A Dobrudzsa déli részén található 2 megye (Durostor és Caliacra) (bolgár nevükön Dobrics és Szilisztra megyék) hovatartozása Bulgária és Románia között a Oszmán Birodalom alóli felszabadulás után (1877) vitatott volt, 1913-ig Bulgária része.
A terület 1913-ban, a második Balkán-háború során került Romániához, az elcsatolást a bukaresti egyezmény szentesítette. Az 1913-as annexió idején a lakosság többsége, 48%-a muzulmán (török, tatár) volt, ehhez hozzájött  43% bolgár és mindössze 2,3% román. A területet Románia az 1918-as bukaresti béke értelmében elvesztette, de ez nem bizonyult tartósnak.
Az annexiótól kezdve a román állam szervezett betelepítéssel próbálta a nemzetiségi arányokat megváltoztatni. Így 1925-től Románia befogadta és a Kvadriláterben telepítette le azokat a görögországi arománokat (vlachokat), akiket a Kis-Ázsiából anyaországukba, Görögországba bevándorolt görögök szorítottak ki. A görögországi arománok mellett a Szerb–Horvát–Szlovén Királyság részét képező Macedóniából is kb. 80 000 arománt telepítettek be. Mivel az arománok a román nyelvhez igen hasonló nyelvjárásokat beszélnek, ezért a román nemzethez tartozónak tekintették őket. Az aromán telepeseknek a román királyi állam 5, 10, 15 hektáros telkeket adott (a katonák akár 75 hektár földet is kaptak).
A román állam által folytatott betelepítési politika következtében a román (valójában román és aromán) etnikum számaránya 1940-ig jelentősen megnőtt (1928: 14,7%, 1938: 29%).
1928-1938 között a bolgárok aránya csak keveset változott (40%-ra csökkent), de a muzulmánok közül rengetegen kivándoroltak, és arányuk 48%-ról 31%-ra esett vissza. (A demográfiai számok jól mutatják, hogy alig 25 év – kevesebb, mint egy nemzedék alatt – a mesterséges beavatkozás hatására milyen radikálisan meg tud változni egy terület etnikai összetétele.)
A második világháború kitörése után (a romániai területeket visszakövetelő Magyarországhoz hasonlóan) Bulgária is felvetette a Kvadriláter kérdését. Területi követelését a tengelyhatalmak támogatták.
1940. szeptember 7-én a craiovai egyezmény értelmében a terület visszakerült Bulgáriához. Ekkor lakosságcsere is történt, kb. 80 000 ember költözött át mindkét részről a határ másik oldalára.
A II. világháborút lezáró békeszerződések – ellentétben például a bécsi döntésekkel – a craiovai egyezményt nem bírálták felül, így ez a terület ma is Bulgária része.
Dél-Dobrudzsában található Balcsik városa, melynek fő látnivalója a román királyok egykori nyaralója.